# تنچی‌جین
تنچی‌جین (انگلیسی: Tenchijin) نام یک مجموعه تلویزیونی تاریخی و چهل و هشتمین سری از فیلم‌های مجموعه تلویزیونی تایگا است. این مجموعه توسط ان‌اچ‌کی در سال ۲۰۰۹ میلادی ساخته شده‌است. داستان فیلم بر اساس رویدادهای پیرامون زندگی یک سامورائی در قرن شانزدهم به نام نااوئه کانه‌تسوگو ساخته شده که نقش وی را ساتوشی تسومابوکی ایفا می‌کند و نقش اوئه‌سوگی کاگه‌کاتسو نیز توسط کازوکی کیتامورا ایفا می‌شود.